# جون أولاف نورهآيم
جون أولاف نورهآيم (بالنرويجية البوكمول: John Olav Norheim)‏ هو لاعب كرة قدم نرويجي في مركز الدفاع، ولد في 5 أبريل 1995 في كريستيانساند في النرويج. لعب مع نادي ستارت.

## وصلات خارجية
- جون أولاف نورهآيم على موقع اتحاد النرويج (النرويجية)
- جون أولاف نورهآيم على موقع قاعدة بيانات كرة القدم.إي يو (الإنجليزية)
- جون أولاف نورهآيم على موقع Soccerbase.com (لاعب) (الإنجليزية)
- جون أولاف نورهآيم على موقع Soccerway.com (الإنجليزية)